# Frederic Kimber Seward
Frederic Kimber Seward (23 mars 1878 - 7 décembre 1943) était un avocat new-yorkais et survivant du Titanic.

## Biographie
Frederic K. Seward est né le 23 mars 1878 à Wilmington, dans le Delaware. Il est le fils de Samuel S. Seward et Christina F. Kimber. En 1902, il a épousé Sara Flemington Day avec qui il a eu trois enfants : Kimber (1903), Katherine (1908) et Samuel (1910).